# خانه حاج قربان (مجمع رزمند)
خانه حاج قربان (مجمع رزمند) مربوط به دوره قاجار است و در کاشان، محله پشت مشهد واقع شده و این اثر در تاریخ ۱۹ اردیبهشت ۱۳۷۸ با شمارهٔ ثبت ۲۳۲۴ به‌عنوان یکی از آثار ملی ایران به ثبت رسیده است.